# Bilbao Modelo 1932
La Bilbao Modelo 1932 è stata una autoblinda concepita inizialmente per essere data in dotazione al Cuerpo de Seguridad y Asalto, a partire dal 1932, ma poi entrata in servizio anche nell'Ejército de Tierra Nel 1936, dopo lo scoppio della guerra civile spagnola, entrò in dotazione al neocostituito Ejército Popular de la República. All'atto dell'insurrezione nazionalista le sette in dotazione all'esercito entrarono in servizio con i reparti del generale Francisco Franco. 
Dopo la fine della guerra civile i rimanenti esemplari, circa 9, furono trasferiti dell'Ejército de Tierra al Cuerpo de Policía Armada y de Tráfico, assegnate alla X Bandera Móviles di Valencia.  Con la riorganizzazione delle Fuerzas de Orden Público avvenuta nel 1943, tutti gli esemplari furono radiati dal servizio.

## Sviluppo
Al fine di dotare il Cuerpo de Seguridad y Asalto di un veicolo blindato, un ingegnere della Sociedad Española de Construcción Naval (SECN) di Bilbao, in collaborazione con un capitano ingegnere del Cuerpo, progettò un nuovo veicolo blindato, adottando come base il camion Dodge K-32 Model 1931 (4x2). La produzione iniziò a Sestao, nelle vicinanze di Bilbao, a cura del dipartimento ferroviario della SECN nel corso del 1930.

## Tecnica
Il nuovo veicolo, designato Bilbao Mod. 1932, manteneva i fari, i paraurti e i parafanghi originali del Dodge K-32. Pesante 4.800 kg, le sue dimensioni 5,45 m in lunghezza, 2,05 in larghezza e 2,60 m di altezza.
Il motore a benzina Chrysler, sei cilindri in linea raffreddati ad acqua, aveva una cilindrata di 3.620 cm³, ed erogava una potenza di 85 CV. Il cambio manuale Dodge con quattro marce avanti e una retromarcia, permetteva di raggiungere una velocità massima di 50 km/h. L'equipaggio raggiungeva le sei unità, se il veicolo era in uso al corpo di sicurezza, e cinque se in uso alle unità di cavalleria.
La protezione era realizzata in acciaio al nichel-cromo ed aveva uno spessore variabile da 3 a 10 mm.  L'armamento verteva su una mitragliatrice Hotchkiss Mle 1924 cal. 7 mm, montata su una torretta cilindrica rotante.  Vi erano anche sei finestrelle richiudibili, situate due sull'anteriore, due sul lato destro, due sul lato sinistro, e una sul posteriore, oltre a due porte laterali e un portello nella parte superiore della torretta.

## Impiego operativo
Secondo i piani iniziali ognuno dei dodici Grupos de Asalto  avrebbe ricevuto 9 autoblindo Bilbao Mod.1932, per un totale di 108 veicoli, ma nel giugno 1932 la SECN ne aveva consegnati 42 esemplari, di cui due rimasero a Sestao per motivi sconosciuti, mentre gli altri vennero distribuiti ai reparti dell'Ejército de Tierra.
Nel 1933 ulteriori dodici esemplari furono ordinati dal Grupo de Autoametralladoras del Regimiento de Caballería de Aranjuez.
Nel 1936, all'inizio della guerra civile, vi erano quaranta veicoli in forza al Cuerpo de Seguridad, e sette all'Ejército de Tierra, e mentre uno si trovava al Parque Regional de Automóviles di Madrid.  Quarantuno di esse rimasero in mani repubblicane, mentre i sette dell'Ejército de Tierra andarono ai nazionalisti.
L'impiego dei veicoli fu subito molto intenso, e già la mattina del 20 luglio 1936 due autoblinde intervennero nella capitale in supporto agli elementi repubblicani che attaccarono la caserma della Montaña, occupata dagli insorti nazionalisti. Il 21 luglio quattro fecero parte della colonna del colonnello Riquelme che avanzava su Toledo per rioccupare la città, ed assediare poi l'Alcázar. Due di questi veicoli andarono distrutti in combattimento. 
Nel pomeriggio del 20 luglio venne costituita a Madrid dal colonnello Puigdendolas una nuova colonna, con 8 o 9 autoblindo, che partecipò all'occupazione di Alcalá de Henares (22 miglia a nord-est della capitale) il 21 luglio per sedare una rivolta. Gli stessi veicoli presero poi parte all'occupazione di Guadalajara il 22 luglio, che diede vita e furiosi combattimenti. Due Modelo 1932 vennero catturate nella catena montuosa del Guadarrama quando attaccarono le posizioni nazionaliste nel porto di Alto del León, mentre le altre sette rientrarono a Madrid.
La colonna del tenente colonnello Mangada, che aveva cinque Bilbao Mod.1932, andò a Cebreros (41 miglia a ovest di Madrid) e tornò a Madrid tre giorni dopo. Cinque autoblindo ebbero un ruolo di primo piano nel respingere l'assalto nazionalista lanciato il 19 agosto a Navalperal de Pinares, e in quello stesso mese due furono coinvolte nella difesa di Mérida, dove vennero catturate dai nazionalisti. Queste furono poi usate per entrare a Badajoz. 
Dopo i primi mesi di guerra gli esemplari rimasti in mano ai repubblicani, considerati inadatti ai combattimenti in campo aperto, vennero utilizzate per compiti di scorta ai convogli, di polizia, e pattugliamenti in aree urbane.  Alla fine del 1938 i nazionalisti avevano in dotazione tredici Bilbao Modelo 1932, compresi i sette appartenenti alla cavalleria, cinque dei quali catturati alle forze repubblicane, e uno distrutto ma usato per pezzi di ricambio, che costituivano la "Compañía de Carros Blindados".  Non ci sono informazioni disponibili per i gli esemplari rimasti in servizio nei reparti repubblicani.
Dopo la fine della guerra civile i rimanenti esemplari, circa 9, furono trasferiti dall'Ejército de Tierra al Cuerpo de Policía Armada y de Tráfico, formato da Francisco Franco nel 1941, assegnate alla X Bandera Móviles di Valencia.  Con la riorganizzazione delle Fuerzas de Orden Público avvenuta nel 1943, tutti gli esemplari furono radiati dal servizio.
Due esemplari sono ancora esistenti, uno è in mostra al Parque Central de Mantenimientos de Vehñiculos Rueda n. 1 (Torrejón, Madrid), e l'altro è presso l'Academia de Logística (Calatayud, Saragozza).

### La versione lanciafiamme
Cinque di questi vennero convertite nella variante dotata di lanciafiamme ("Lanzallama"), due furono lasciati nel castello di Las Arguijuelas per l'addestramento, mentre le altre tre vennero urgentemente mandate al fronte di Talavera il 26 ottobre 1936.

## Paesi utilizzatori
- Ejército Popular de la República
- Cuerpo de Seguridad Interior

- Ejército Nacional

 Spagna
- Ejército de Tierra
- Cuerpo de Policía Armada y de Tráfico

### Annotazioni
1. ↑  Inizialmente fu considerata l'adozione del telaio Ford V-8 modello 1930 4×2 prodotto a Barcellona dalla Ford Motor Ibérica, ma tale fabbrica non iniziò la produzione di questo tipo fino al 1939.
2. ↑  Costituiti a livello regionale, ognuno di essi sarebbe stato al comando di un tenente comandante, e suddiviso in tre Compañías de Seguridad, e integrato da una Seccion Vanguardia, comandata da un tenente, dotata di nove autoblindo Bilbao Mod.1932.
3. ↑  Il Gruppo era su due Escuadron, ognuna con sei autoblindo.
4. ↑  Alla fine del 1938 l'Agrupacion de Carros de Combate del Sur, che era un'unità nazionalista, aveva una forza di sette auto blindate poste in posizione di riserva. Di queste una era operativa, cinque in riparazione e uno era stato distrutto.

### Fonti
1. 1 2 3 4 5 6 7 8 9 10 11 12 13 14 15 16 17 18  Tanks Encyclopedia.
2. 1 2 3 4  Cnpjefb.

### Video
- Homemade Tanks of The Spanish Civil War - 1936 to 1939, su youtube.com.